# Вулиця Фрунзе (Євпаторія)
Ву́лиця Фру́нзе — одна з найдовших вулиць у місті Євпаторія, знаходиться у курортній частині міста. Бере свій початок від пляжу у центральному міському парку ім. Фрунзе і закінчується на Привокзальної площі. Сучасна вулиця Фрунзе раніше називалася "2-а лінія", а з 1915 року — «Бульвар генерала Княжевича», на честь тодішнього Таврійського губернатора.

## Будівлі
- Клуб «Білий»
- Міський фотовернісаж
- Дендропарк
- Стадіон «Авангард»
- Санаторій «Орен-Крим»
- Готель «Україна»
- Євпаторійська загальноосвітня школа I—III ступенів № 2
- Будинок Побуту
- Універмаг